# 트레이딩 카드
트레이딩 카드(Trading card)는 보통 판지나 두꺼운 종이로 만들어진 작은 카드로, 특정 인물, 장소 또는 사물(가상이거나 실제)의 이미지가 포함되어 있고, 그림에 대한 짧은 설명과 기타 텍스트(공격, 통계 또는 상식)가 함께 인쇄되어 있다. 개별적으로 거래될 때는 싱글이라고 알려져 있다. 다양한 종류의 카드가 존재한다.
트레이딩 카드는 전통적으로 스포츠와 연관되어 있지만 (야구 카드는 특히 흔하다), 포켓몬스터와 같은 주제나 다른 논스포츠 트레이딩 카드도 포함할 수 있다. 이 카드들은 종종 카툰 (만화), 만화책 캐릭터, 텔레비전 시리즈 및 영화 스틸컷을 특징으로 한다. 1990년대에는 게임을 위해 특별히 고안된 카드들이 인기를 얻어 트레이딩 카드 게임이라는 독자적인 범주로 발전했다. 이 게임들은 대부분 판타지 기반의 게임플레이이다. 판타지 아트 카드는 아트워크에 중점을 둔 트레이딩 카드의 하위 장르이다.

## 역사

### 기원
트레이드 카드는 담배 카드와 식품(풍선껌) 카드의 선조이다. 소매 제품에서 발견된 초기 경품 중 일부는 담배 카드였다. 트레이드 카드는 담배 종이 팩에 내용물을 보호하기 위한 보강재로 삽입되어 제품을 광고하도록 고안되었다. 1886년 미국의 앨런 앤 긴터와 1888년 영국의 W.D. & H.O. Wills는 광고를 인쇄한 최초의 담배 회사였다. 몇 년 후, 자연에서 전쟁, 스포츠에 이르기까지 흡연 남성들에게 매력적인 다양한 주제를 담은 석판화 그림도 카드에 나타나기 시작했다. 1900년까지 300개의 다른 회사에서 수천 개의 담배 카드 세트가 제조되었다. 아이들은 상점 밖에 서서 담배를 사는 손님에게 홍보용 카드를 달라고 요청하곤 했다. 담배 카드의 성공에 이어 다른 제품 제조업체들도 트레이드 카드를 생산하여 제품에 포함하거나 구매 시점에 점원에게 전달했다. 제2차 세계 대전은 종이 자원의 제한으로 담배 카드 생산을 중단시켰고, 전쟁 후 담배 카드는 실제로 다시 유행하지 않았다. 그 후 소매 제품의 경품 수집가들은 영국에서 차 카드를, 미국에서는 풍선껌 카드를 수집하기 시작했다.

### 초기 야구 카드

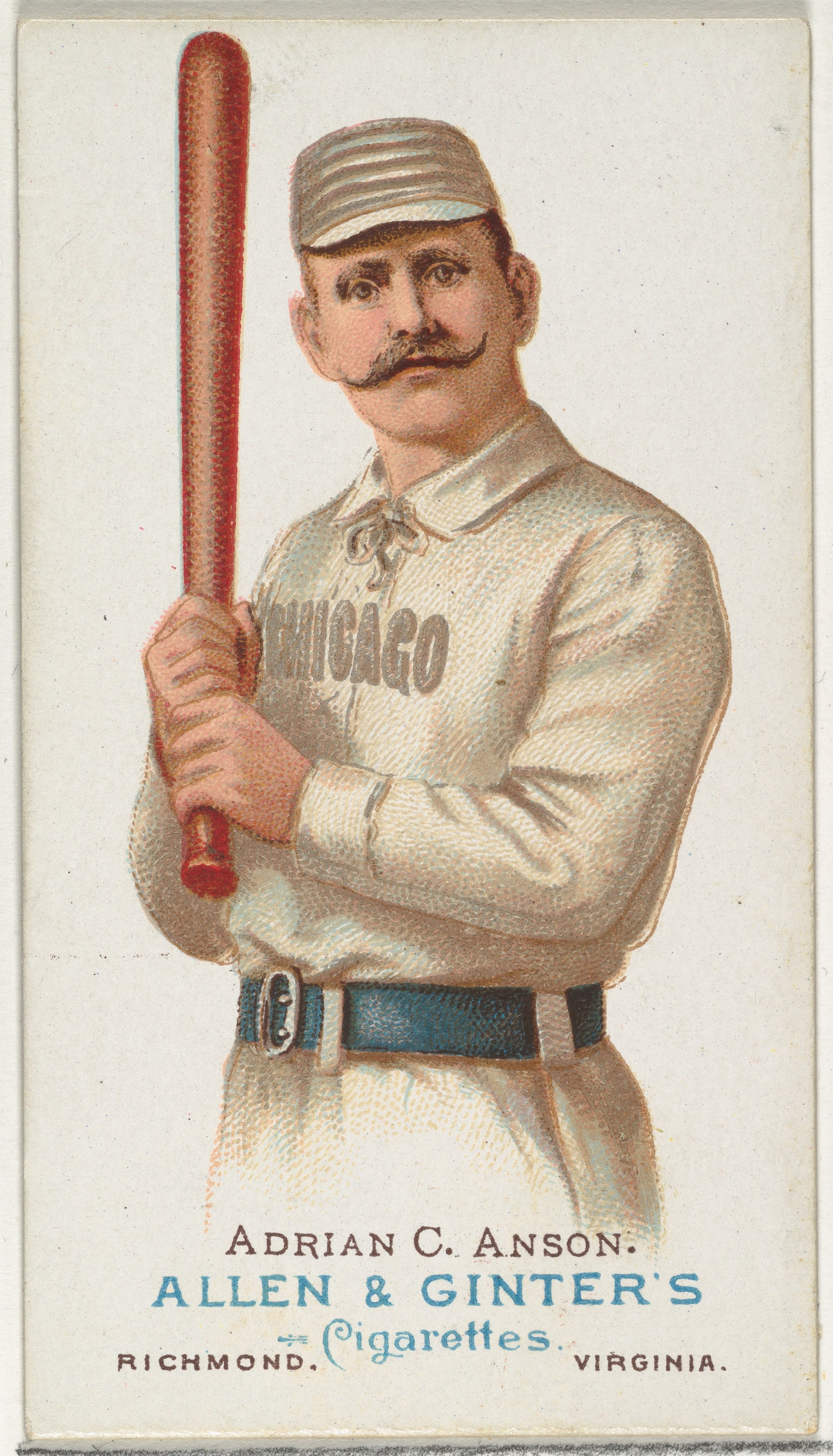
약 1887년, 아드리안 C. 앤슨이 앨런 앤 긴터의 담배 카드에 묘사되어 있다

최초의 야구 카드는 야구가 프로 스포츠가 된 시점인 1860년대 후반에 스포츠 용품 회사에서 인쇄한 트레이드 카드였다. 20세기 초반의 대부분의 야구 카드는 사탕 및 담배 제품에 포함되어 있었다. 이 시대에 인쇄된 가장 가치 있는 야구 카드인 호너스 와그너를 특징으로 하는 T206 담배 카드가 생산되었다. 1909년 아메리칸 토바코 컴퍼니에서 배포한 T206 세트는 수집가들에게 역대 가장 인기 있는 세트로 여겨진다. 1933년, 보스턴의 고디 껌 컴퍼니는 뒷면에 선수 약력이 있는 야구 카드를 발행했으며, 풍선껌에 야구 카드를 넣은 최초의 회사였다. 1933년 고디 세트는 오늘날까지도 가장 인기 있고 저렴한 빈티지 세트 중 하나이다. 필라델피아의 보먼 껌은 1948년에 첫 야구 카드를 발행했다.

### 현대 트레이딩 카드
현재 "더 탑스 컴퍼니, Inc."로 알려진 탑스는 1950년부터 텔레비전 및 영화 카우보이 Hopalong Cassidy, 아프리카에서의 대형 사냥에 대한 "Bring 'Em Back Alive"의 프랭크 벅, 그리고 올-American Football Cards와 같은 주제로 풍선껌 팩에 트레이딩 카드를 삽입하기 시작했다. 탑스는 1951년에 첫 야구 트레이딩 카드 세트를 생산했으며, 그 결과는 플레잉 카드와 유사한 디자인이었다. 탑스의 소유주이자 설립자인 Sy Berger는 다음 해인 1952년에 1952년 탑스 베이스볼 형태로 플레이 기록과 통계가 포함된 최초의 진정한 현대 야구 카드 세트를 만들었다. 이 세트는 역대 가장 인기 있는 세트 중 하나이며, 가장 가치 있는 작품은 1952년 탑스 미키 맨틀 #311이다. 이 카드는 맨틀의 루키 카드라고 잘못 불리기도 하지만, 그는 사실 1951년 보먼 베이스볼 세트에 이미 등장했었다. 2022년 8월 28일, 미키 맨틀 야구 카드(탑스; #311; SGC MT 9.5)가 1,260만 달러에 팔렸다.
탑스는 1956년에 주요 경쟁사인 보먼 껌을 인수했다. 탑스는 1956년부터 1980년까지 스포츠 카드뿐만 아니라 엔터테인먼트 카드 분야에서도 트레이딩 카드 산업의 선두 주자였다. 많은 최고 판매 논스포츠 트레이딩 카드는 탑스에서 생산되었는데, 여기에는 Wacky Packages (1967, 1973–1977), 스타워즈 (1977년부터) 그리고 Garbage Pail Kids (1985년부터)가 포함된다. 1991년, 탑스는 야구 카드와 함께 껌을 포장하는 것을 중단했는데, 많은 수집가들은 껌 얼룩으로 인해 카드가 손상될 수 없게 되었기 때문에 이를 선호했다. 다음 해인 1992년, 탑스는 카드 팩을 포장하는 데 사용하던 두꺼운 왁스 종이를 더 이상 사용하지 않고 셀로판 플라스틱만 사용하기 시작하여 팩의 상단 및 하단 카드에 왁스 얼룩이 생길 가능성을 제거했다.

### 디지털 트레이딩 카드
기술 및 디지털 트렌드에 발맞추기 위해, 기존 및 신규 트레이딩 카드 회사들은 오직 온라인에서만 존재하거나 실물 카드의 디지털 버전으로 기능하는 디지털 트레이딩 카드를 만들기 시작했다.
1995년에 마이클 A. 페이스는 CD ROM 컴퓨터 시스템과 플로피 디스크를 활용하여 "컴퓨터 기반" 트레이딩 카드를 제작했다.
2000년에 탑스는 etopps라는 스포츠 카드 브랜드를 출시했다. 이 카드들은 개별 IPO(초기 선수 공개)를 통해 온라인에서만 판매되었으며, 이 때 카드는 보통 일주일 동안 IPO 가격으로 제공되었다. 같은 해, Tokenzone은 미디어 회사들이 디지털 트레이딩 카드 형태로 콘텐츠를 배포하는 데 사용되는 디지털 수집품 플랫폼을 출시했다. 판매량은 구매를 제안한 사람의 수에 따라 달라졌지만 특정 최대치로 제한되었다. 판매 후, 카드는 구매자가 배송을 요청하지 않는 한 항온 창고에 보관되었으며, 가상적인 의미를 제외하고는 손을 거치지 않고 온라인으로 거래될 수 있었다. 2012년 1월, 탑스는 eTopps 제품 라인을 중단할 것이라고 발표했다.
디지털 수집형 카드 게임은 2013년에 13억 달러 규모의 시장으로 추정되었다. 여러 기술 스타트업이 이 분야에 진출하려고 시도했으며, 특히 Stampii (스페인, 2009), Fantom (아일랜드, 2011), Deckdaq (이스라엘, 2011), 그리고 2Stic (오스트리아, 2013) 등이 있다.
파니니는 아드레날린 XL 플랫폼을 NBA 및 NFL 트레이딩 카드 컬렉션과 함께 출시했다. 커넥트2미디어는 위닝 무브스와 협력하여 다이노서, 제임스 본드 - 007, 셀럽, 검 볼 3000, 유럽 축구 스타, NBA 등 일련의 트레이딩 카드 컬렉션을 호스팅하는 아이폰 애플리케이션을 만들었다. 2011년에 마이티씨지 테크놀로지는 디지털 트레이딩 카드 콘텐츠를 호스팅하는 플랫폼을 출시했다.
2011년 7월 1일, 와일드캣 지적 재산 홀딩스는 탑스, 파니니, 소니그룹, 일렉트로닉 아츠, 코나미, 포켓몬스터, 징가, 닌텐도를 포함한 12명의 피고인에 대해 와일드캣의 "전자 트레이딩 카드" 특허를 침해했다는 혐의로 소송을 제기했다.
2012년, 탑스는 첫 번째 휴대폰 애플리케이션인 탑스 번트(Topps Bunt)를 출시했는데, 이는 사용자들이 판타지 리그 게임 환경에서 다른 팬들과 연결되어 선수들을 수집하고, 게임을 통해 포인트를 얻으며, 다른 팬들과 거래하고 경쟁할 수 있도록 하는 앱이었다. 3년 후, 같은 회사는 마블 히어로 어택스(Marvel Hero Attax)를 통해 유럽에서 디지털을 물리적 제품 위에 덧씌우는 디지털 실험을 시작했다(미국 제외 지오타겟팅).

## 가치
오늘날 인터넷의 발달은 다양한 온라인 커뮤니티를 탄생시켰으며, 이를 통해 회원들은 서로 수집용 카드를 거래할 수 있다. 카드들은 종종 이베이 및 기타 온라인 소매점을 통해 사고팔린다. 많은 웹사이트는 더 많은 구매 기회를 유도하기 위해 자체 "판매 문의" 페이지를 개설한다.
싱글은 일반적으로 "대량" 또는 개인 소장품으로 판매되는 현대 카드보다 가치가 높다. 일반 수집용 카드는 기념품 이외에는 거의 기능이 없지만, 트레이딩 카드 게임 (CCG)의 카드들은 승자전에서도 사용된다. 일반적으로 CCG는 게임 조각이자 수집품이라는 이중적인 특성 때문에 트레이딩 카드보다 초기 가격이 더 높다. CCG의 가격은 특정 게임 형식에서 카드의 사용 가능 여부에 따라 변동한다.
트레이딩 카드의 가치는 카드의 상태, 피사체의 인기, 카드의 희소성의 조합에 따라 달라진다. 특히 카드 수집이 널리 퍼진 취미가 되기 이전의 오래된 카드의 경우, 상당한 가치의 수집품이 되었다. 최근 몇 년 동안 많은 스포츠 카드는 과잉 생산으로 인해 가치가 크게 오르지 않았지만, 일부 제조업체는 한정판과 소량 인쇄를 통해 가치를 높였다. 그러나 트레이딩 카드는 절대적인 금전적 가치를 가지고 있지 않다. 카드의 가치는 수집가가 기꺼이 지불할 용의가 있는 만큼이다.
오늘날 440억 달러로 평가되는 글로벌 스포츠 트레이딩 카드 시장은 2027년까지 약 1000억 달러로 급증할 것으로 예상된다.

### 상태
카드 상태는 카드의 가치를 결정하는 트레이딩 카드의 한 측면이다. 카드의 상태를 결정하는 데는 네 가지 고려 사항이 있다. 중앙 정렬, 모서리, 가장자리, 표면은 색상 반점 및 흐릿한 이미지와 같은 불완전성, 그리고 주름, 긁힘, 찢어짐과 같은 마모를 고려하여 트레이딩 카드의 가치를 결정한다. 카드는 상태에 따라 불량부터 최상급까지, 또는 경우에 따라 1부터 10까지 등급이 매겨진다. 예를 들어, 최상급 상태의 카드는 일반적으로 불량 상태의 카드보다 가치가 높다. PSA, 베켓, SGC를 포함한 주요 카드 등급 회사들은 1-10 스케일로 이러한 등급을 제공한다. 이들은 카드의 중앙 정렬, 모서리, 가장자리, 표면에 대한 개별 등급을 제공하여 최종 등급을 합산한다. 오래된 카드들은 일반적으로 마모에 더 민감하며, 이는 2018년에 인쇄된 카드에는 '7' 등급이 가치를 떨어뜨릴 수 있지만, 1950년 카드에는 가치를 상당히 높일 수 있음을 의미한다. 등급은 카드의 가치에 큰 영향을 미치지만, 수량도 마찬가지다. 예를 들어, PSA 10 등급을 받은 루카 돈치치 2018 베이스 프리즘 카드는 20,000장이 넘게 존재하며, 이 많은 수량은 각 카드의 가치를 떨어뜨린다.
| 상태               | 설명 |
| ------------------ | --- |
| 최상급             | 완벽한 카드. 육안 및 근접 검사 시 흠집이나 손상이 없음.                                                                          |
| 민트 상태          | 육안으로 보이는 인쇄 흠집이나 손상이 없음. 근접 검사 시 아주 미세한 인쇄 흠집이나 손상이 있음. 깨끗한 광택에 한두 개의 긁힘.     |
| 니어 민트/민트     | 육안으로 보이는 인쇄 흠집이나 손상이 없지만, 근접 검사 시 약간의 인쇄 흠집이나 손상이 있음. 매우 미세한 긁힘이 있는 견고한 광택. |
| 니어 민트          | 카드에 눈에 띄지만 미미한 흠집이나 마모가 있음. 매우 미세한 긁힘이 있는 견고한 광택.                                             |
| 엑설런트/니어 민트 | 카드에 눈에 띄지만 미미한 흠집이나 마모가 있음. 대부분 견고한 광택에 미미한 긁힘.                                                |
| 엑설런트           | 카드에 눈에 띄는 흠집이나 중간 정도의 마모가 있음. 광택이 약간 손실되고 미미한 긁힘.                                             |
| 베리 굿/엑설런트   | 카드에 눈에 띄는 흠집이나 중간 정도의 마모가 있음. 광택이 심하게 손실되고 매우 미미한 긁힘, 그리고 극히 미묘한 찢어짐.           |
| 베리 굿            | 카드에 심한 흠집이나 심한 마모가 있음. 광택이 거의 없음. 미미한 긁힘 또는 아주 미미한 찢어짐.                                    |
| 굿                 | 카드에 심각한 흠집이나 마모가 있음. 광택이 없음. 눈에 띄는 긁힘 또는 찢어짐.                                                     |
| 푸어               | 카드에 파괴적인 흠집이나 마모가 있음. 광택이 없음. 심한 긁힘, 심한 찢어짐 또는 심한 주름.                                        |

### 인기
트레이딩 카드의 인기는 카드에 표현된 주제, 실제 업적, 단기 뉴스 보도, 그리고 카드의 세부 사항에 의해 결정된다.

### 희소성
빈티지 카드는 진정으로 희귀한 상품인 반면, 현대 제조업체는 인위적으로 제품의 가치를 높여 희귀하게 만들어야 한다. 이는 일련번호가 매겨진 패러렐 세트, 실제 게임에서 착용한 기념품이 있는 카드 등을 포함함으로써 달성된다. 시간 또한 카드가 분실되거나 파손될 수 있기 때문에 카드를 더 희귀하게 만들 수 있다.
일부 싱글은 카드와 관련된 사람이 오토그래프했다. 카드에 묘사된 사람이 오토그래프했거나, 그들의 작품이 카드에 보이는 경우도 있다. 카드는 카드 디자이너나 그 카드를 사용하여 유명해진 사람에 의해 오토그래프될 수도 있다. 오토그래프된 카드의 가치는 누가 오토그래프했는지 또는 오토그래프의 희소성에 따라 종종 논란이 된다. 경우에 따라 오토그래프는 카드의 손상 또는 낙서로 간주될 수 있다.

## 수집
CCG를 플레이하는 사람에게 필요한 카드를 얻는 가장 좋은 방법은 부스터 팩을 구매하는 것이 아니라 덱에 필요한 개별 싱글 카드를 구매하는 것이라고 종종 말한다. 부스터 팩을 구매하는 것은 구매자가 구매 후에야 어떤 카드를 받을지 알 수 없기 때문에 종종 도박의 한 형태로 간주된다. 개별 카드의 가격이 부스터 팩의 가격보다 높을 수 있지만, 장기적으로는 무작위로 얻기 위해 더 많은 비용을 들여 여러 부스터 팩을 구매하는 것보다 돈을 절약할 수 있다.

## 카탈로그
트레이딩 카드 카탈로그는 애호가들을 위해 온라인과 오프라인에서 모두 이용할 수 있다. 주로 교육 도구로 사용되며 카드를 식별하는 데 사용된다. 온라인 카탈로그에는 컬렉션 관리 및 수집가 간의 통신을 위한 추가 자료도 포함되어 있다.

## 용어
| 구문            | 정의 |
| --------------- | --- |
| 9포켓 페이지    | 아홉 개의 카드 슬롯에 카드를 보관하고 보호한 후 카드 바인더에 보관하는 데 사용되는 플라스틱 시트 |
| 9-업 시트       | 보통 프로모션용으로 사용되는 아홉 장의 잘리지 않은 카드 시트. |
| 오토그래프 카드 | 원작자나 아티스트의 서명이 담긴 인쇄 삽입 카드. |
| 베이스 세트     | 특정 카드 시리즈의 베이스 카드 완전 세트. |
| 바인더          | 9포켓 카드 홀더를 사용하여 카드를 보관하는 데 사용되는 링 바인더. |
| 브레이크        | 누군가 (보통 대가를 받고) 트레이딩 카드 팩을 개봉하여 구매자에게 보내는 온라인 서비스. 브레이크는 "스팟"을 판매하며, 일반적으로 팀별로 분류된다. |
| 블래스터 박스   | 일반적으로 6~12팩의 카드가 들어있는 공장 밀봉 상자. 보통 월마트나 타깃과 같은 대형 소매점에서 판매된다. |
| 박스            | 원본 제조업체의 여러 팩이 들어있는 컨테이너로, 종종 박스당 24개에서 36개 팩이 들어있다. |
| 박스 토퍼 카드  | 공장 밀봉 박스에 포함된 카드. |
| 블리스터 팩     | 소매점에서 걸어 판매하기 위한 플라스틱 버블 포장 카드 또는 팩. |
| 카드 슬리브     | 카드를 보호하기 위해 카드를 넣는 슬리브. |
| 카토필리        | 주로 담배 카드를 수집하는 취미. |
| 케이스          | 카드 박스로 가득 찬 공장 밀봉 상자로, 종종 케이스당 6개에서 12개의 카드 박스가 들어있다. |
| 체이스 카드     | 공장 밀봉 케이스에 보너스로 포함된 카드. |
| 커먼 카드       | 메인 세트를 구성하는 비희귀 카드. 베이스 카드라고도 한다. |
| 팩토리 세트     | 일반적으로 완전한 베이스 세트인 카드 세트로, 제조업체에서 분류하여 판매한다. |
| 하비 카드       | 주로 수집가들에게 판매되는 품목으로, 수집용 카드만을 취급하는 상점을 통해 판매된다. 일반적으로 소매 판매에는 포함되지 않는 일부 품목이 포함된다. |
| 인서트 카드     | 팩에 무작위로 삽입되는 비희귀에서 희귀 카드(예: 24팩당 1장). 인서트 카드는 종종 베이스 세트와 외형 및 번호 매김이 다르다. 체이스 카드라고도 한다. |
| 마스터 세트     | 잘 정의되지 않음; 종종 베이스 세트와 모든 쉽게 구할 수 있는 삽입 세트; 일반적으로 프로모션, 우편 주문 카드, 스케치 카드 또는 오토그래프 카드는 포함하지 않음. |
| 오버사이즈 카드 | 표준 또는 와이드비전 크기가 아닌 모든 베이스, 일반, 삽입 또는 기타 카드. |
| 패러렐 카드     | 추가적인 호일 스탬핑, 홀로그램 스탬핑이 포함되어 베이스 카드와 구별되는 수정된 베이스 카드. |
| 팩              | 원본 포장지로, 베이스 카드와 잠재적으로 삽입 카드가 들어있으며, 종종 '왁스 팩'이라고 불리며 팩당 2~8장의 카드가 들어있다. 오늘날 팩은 보통 플라스틱 또는 호일 포장이다. 탑스는 최근 플라스틱 낭비를 줄이기 위해 친환경 종이 팩을 사용하고 있다.                                             |
| 리테일 카드     | 일반 대중에게 판매되는 카드, 팩, 박스, 케이스로, 보통 K-마트나 월마트와 같은 대형 소매점을 통해 판매된다. |
| 랙 팩           | 포장되지 않은 카드 공장 팩으로, 소매점에서 걸어 판매된다. |
| 프로모 카드     | 제조업체가 다가오는 제품을 홍보하기 위해 일반적으로 미리 배포하는 카드. |
| 리뎀션 카드     | 팩에서 발견되는 삽입 카드로, 특별한 카드나 다른 선물을 받기 위해 제조업체로 우편으로 보내진다. |
| 판매 시트       | '광고 슬릭'이라고도 한다. 보통 한 페이지지만 점점 접이식으로 바뀌며, 제조업체가 카드 유통업체에 다가오는 제품을 홍보하기 위해 미리 배포한다. 인터넷의 확산으로 판매 시트는 이제 일반적으로 트레이딩 카드 미디어에 디지털 형태로 배포되어 수집가들이 출시 몇 달 전에 세트를 미리 볼 수 있다. |
| 싱글            | 취미 또는 온라인 상점에서 판매되는 개별 카드. |
| 스케치 카드     | 거의 유일한 아티스트 스케치를 특징으로 하는 삽입 카드. |
| 스와치          | 스포츠 선수의 유니폼 조각이나 배우의 의상과 같은 천 조각이 부착된 삽입 카드. |
| 틴              | 공장 금속 캔으로, 일반적으로 카드나 팩이 들어있으며, 종종 삽입물도 포함된다. |
| 탑 로더         | 긁힘, 모서리 손상 및 기타 흠집을 방지하기 위해 단일 카드를 보관하는 데 사용되는 단단한 플라스틱 슬리브. |
| 미출시 카드     | 제조업체에서 인쇄했지만 다양한 이유로 공식적으로 배포되지 않은 카드. 종종 대중에게 유출되기도 하는데, 때로는 부적절하게 유출된다. 프로모션 카드와 혼동해서는 안 된다. |
| 언컷 시트       | 자르지 않은 베이스, 삽입, 프로모션 또는 기타 카드 시트. |
| 래퍼            | 원본 팩 커버로, 종종 수집 가능한 변형이 있다. |

## 스포츠 카드
스포츠 카드는 논스포츠 트레이딩 카드와는 달리 스포츠 관련 주제를 담고 있는 트레이딩 카드의 일반적인 용어이다. 스포츠 카드는 가장 초기의 수집품 중 하나였다. 이들은 일반적으로 한 면에 선수의 사진이 있고, 뒷면에는 통계나 기타 정보가 있다. 북아메리카에서 주로 플레이되는 스포츠를 포함하여 대부분의 주요 스포츠에 대한 카드가 생산되었는데, 여기에는 미식축구, 축구, 야구, 농구, 권투, 골프, 아이스하키, 경주 (스포츠) 및 테니스 등이 포함되지만 이에 국한되지는 않는다.
스포츠 테마의 첫 세트는 1896년에 W.D. & H.O. Wills가 50명의 크리켓 선수 시리즈로 출시했다. 담배 회사들은 곧 스포츠 카드가 브랜드 충성도를 얻는 좋은 방법이라는 것을 깨달았다. 1896년, 맨체스터의 소규모 회사인 마커스 앤 컴퍼니는 첫 번째 축구 세트인 "축구 선수와 클럽 색상"을 발행했다. 그 당시 발행된 다른 축구 세트로는 "축구 선수와 클럽 색상" (키너, 1898), "축구 선수" (J. F. 벨, 1902), "축구 선수" (F. J. 스미스, 1902), "축구 선수" (퍼시 E. 캐들, 1904) 등이 있었다.
19세기 후반 스포츠 카드의 발전의 첫 단계는 본질적으로 야구 카드의 이야기인데, 야구가 대규모로 프로화된 첫 번째 스포츠였기 때문이다. 아이스하키 카드도 20세기 초에 등장하기 시작했다. 이 시기의 카드들은 흔히 담배 카드 또는 담배 카드라고 불리는데, 이는 많은 카드들이 담배 회사에서 생산되어 담배 포장을 단단하게 하고 담배 브랜드를 광고하기 위해 궐련 팩에 삽입되었기 때문이다. 이 취미에서 가장 비싼 카드 중 하나는 1909년 T-206 세트에 있는 호너스 와그너의 담배 카드이다. 알려진 이야기에 따르면 와그너는 자신의 카드가 아이들이 수집할 만한 것에 삽입되는 것을 반대했다. 그래서 그의 카드 생산은 갑자기 중단되었다. 이 세트에서 그의 카드는 100장 미만으로 존재한다고 추정된다. 1909년 T-206 호너스 와그너 카드는 280만 달러에 팔린 적이 있다. 더 최근에는 2022년 8월 28일, 미키 맨틀 야구 카드(탑스; #311; SGC MT 9.5)가 1,260만 달러에 팔렸다.
주요 프로 스포츠 리그에서는 시즌마다 카드 세트가 발행된다. 회사들은 이미지를 사용할 권리에 대해 선수들에게 비용을 지불해야 하므로, 대부분의 스포츠 카드는 프로 선수들을 특징으로 한다. 아마추어 선수는 거의 나타나지 않으며, 보통 그들이 경쟁하는 기관(예: 단과대학)에서 제작하거나 승인한 카드에만 등장한다.
많은 오래된 스포츠 카드(1980년 이전)는 오늘날 높은 가격에 거래된다. 이는 찾기 어렵고, 특히 양호한 상태를 찾기 어렵기 때문이다. 이는 많은 아이들이 자전거 바퀴살에 카드를 넣어 쉽게 손상되었기 때문이다. 명예의 전당 스포츠 스타들의 루키 카드(신인 카드)는 비교적 잘 보존되었다면 수천 달러에 거래될 수 있다.
1980년대에는 스포츠 카드가 더 많이 생산되기 시작했고, 수집가들은 잠재적인 투자 가치를 점점 더 인식하면서 카드를 더 좋은 상태로 보관하기 시작했다. 이러한 추세는 1990년대까지 이어졌다. 이러한 관행으로 인해 이 시대에 제조된 많은 카드들은 높은 생산량으로 인해 가치가 낮게 유지되었다.
카드의 확산으로 시장은 포화되었고, 1990년대 후반에는 카드 회사들이 많은 수집가들의 관심을 유지하기 위해 더 희귀한 버전의 카드를 생산하기 시작했다. 최근의 취미 트렌드는 "게임 사용 기념품" 카드인데, 이는 일반적으로 실제 프로 게임에서 선수가 착용한 유니폼 조각을 특징으로 한다. 다른 기념품 카드에는 배트, 공, 모자, 헬멧, 바닥 조각이 포함된다. 인증된 오토그래프도 인기가 많으며, 일반적인 "베이스 세트 카드"보다 훨씬 적은 양으로 생산되는 "일련번호가 매겨진" 카드도 인기가 있다.
카드 제조업체들이 얻은 오토그래프는 이 취미 역사상 가장 많이 수집된 야구 카드가 되었다. 이는 1990년 야구에서 어퍼 덱이 레지 잭슨의 오토그래프를 무작위로 상자에 삽입하면서 시작되었다. 이들은 흔히 "공인 오토그래프 삽입물" 또는 "CAI"라고 불린다. 선수와 카드 회사의 명성은 이 카드에 직접 서명하지 않으면 위태로워진다. 이는 현존하는 가장 진정한 오토그래프를 탄생시켰다. 이 모든 카드에는 오토그래프가 진짜임을 나타내는 어떤 형태의 인쇄된 문구가 있어, 누가 오토그래프를 소유하든 그 진위 여부에 의문이 없다. CAI는 유명 배우, 음악가, 대통령, 심지어 알베르트 아인슈타인의 오토그래프로까지 확장되었다. 대부분 이 오토그래프는 엽서, 인덱스 카드, 일반 종이와 같은 평평한 물건에서 잘라낸 다음 카드에 붙인다. 2001년, 플레이오프라는 회사는 선수들이 실제로 카드에 서명하는 대신 카드에 부착되는 스티커에 오토그래프를 받기 시작했다. 이러한 유형의 오토그래프에 대한 강한 반대가 있는데, 선수들이 스티커가 부착된 카드를 본 적이 없기 때문이다.

### 축구

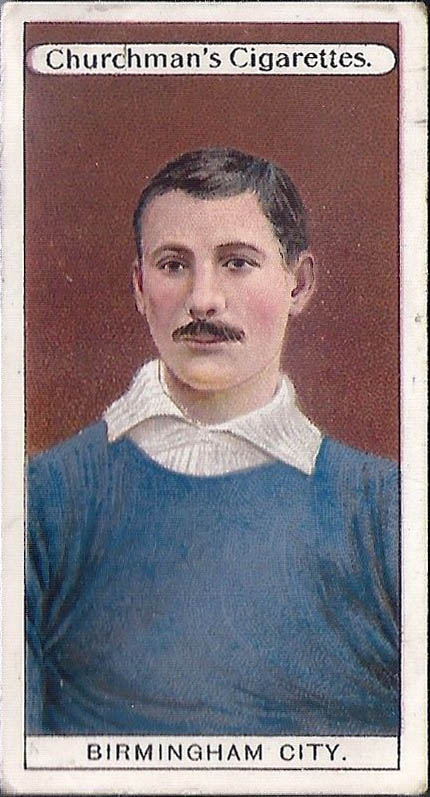
처치맨의 초기 축구 카드, 1909년

최초의 축구 카드("사커" 카드라고도 함)는 1898년 잉글랜드 맨체스터의 마커스 앤 컴퍼니 담배 회사에서 제작되었다. 이 세트는 100장 이상의 카드로 구성되었으며 "클럽 색상"이라는 제목으로 발행되었다. 카드 앞면에는 선수들의 그림 이미지가, 뒷면에는 담배 광고가 실렸다. 많은 다른 담배 회사들이 1898년 키너를 시작으로 빠르게 자신들만의 시리즈를 만들었다. 이후 아르다스(Ardath)는 1934년에 "유명 축구 선수"라는 50장짜리 카드 세트를 제작했는데, 카드 앞면에는 선수들의 이미지가, 뒷면에는 담배 광고와 선수의 짧은 약력이 실렸다.
현대 축구 트레이딩 카드는 영국에서 1958년부터 1975년까지 A&BC에서, 그리고 이후 1975년부터 1981년까지 영국 탑스에서 풍선껌과 함께 판매되었다. 스페인과 이탈리아에서는 1940년대 후반부터 유사한 소형 카드가 발행되었다. 카드들은 1981년부터 현재까지 생산되었으며, 1985년과 1986년은 제외한다. 탑스는 1994년부터 멀린 브랜드를 통해 프리미어리그 스티커 앨범 스티커 생산 라이선스를 보유하고 있다. 2007-08 시즌에 탑스에서 출시한 매치 어택스(Match Attax)는 공식 프리미어리그 트레이딩 카드 게임으로, 영국에서 약 150만 명의 수집가를 보유하며 가장 많이 팔리는 소년용 수집품이며, 전 세계 판매량으로는 가장 많이 팔리는 스포츠 트레이딩 카드 게임이기도 하다.

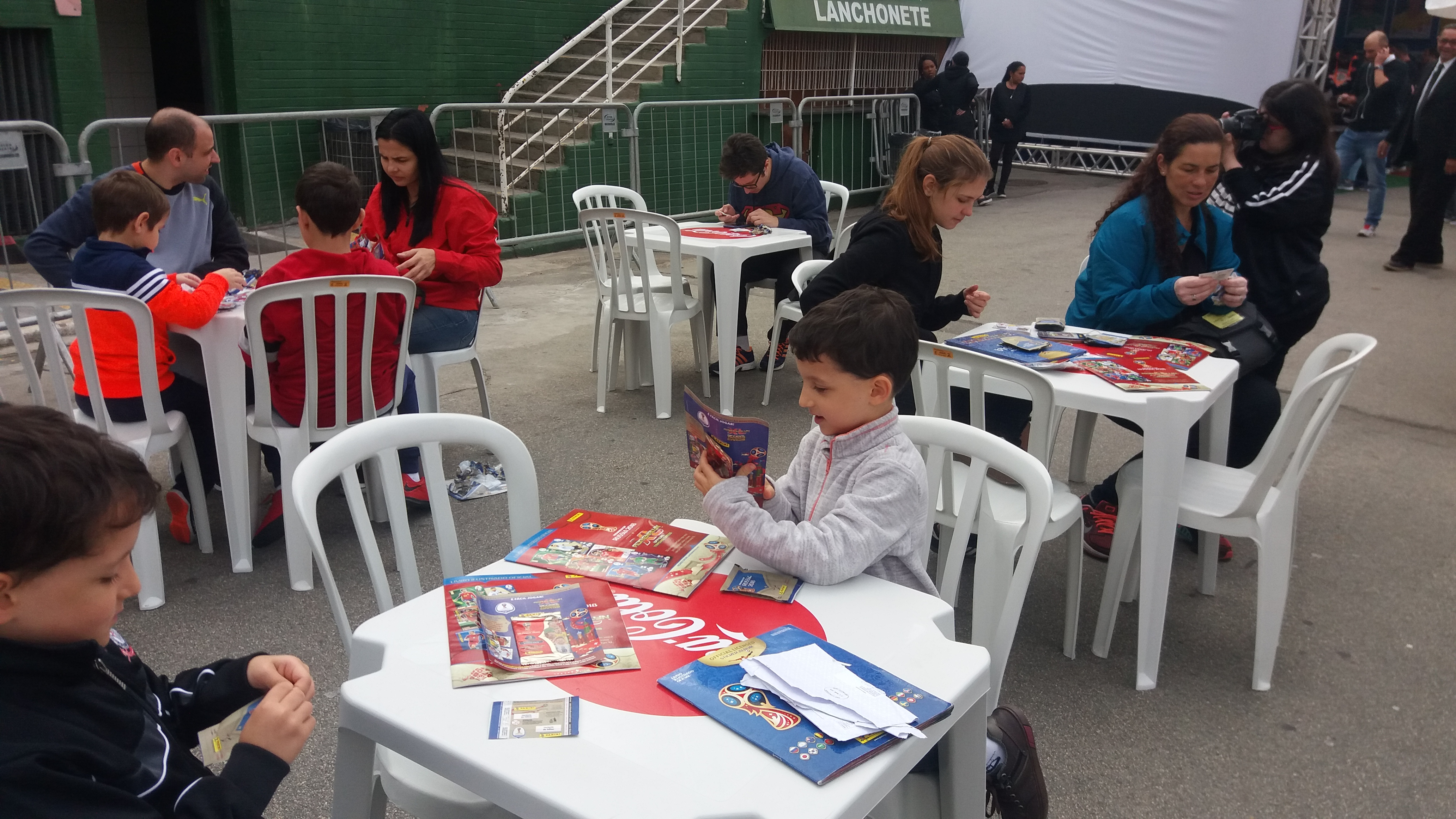
파니니의 2018년 FIFA 월드컵 스티커 앨범을 위한 브라질의 스티커 교환 현장

축구 제품에는 구슬, 오려내기, 동전, 우표, 스티커 등 다른 종류도 존재하며, 일부는 가벼운 판지로 만들어져 접착제나 스티커로 특정 제품용으로 발행된 스티커 앨범에 부착된다. 1970년에 국제 축구 연맹과 파트너십을 맺은 파니니는 1970년 FIFA 월드컵을 위해 최초의 FIFA 월드컵 스티커 앨범을 제작했다. 스티커 수집 및 교환 열풍을 일으킨 이후, 이는 특히 젊은 세대에게 월드컵 경험의 일부가 되었다. 가디언은 "중복된 [월드컵] 스티커를 교환하는 전통은 1970년대와 1980년대에 놀이터의 고정된 풍경이었다"고 언급한다. 파니니는 월드컵 스쿼드를 각 국가에서 공식 발표하기 몇 달 전에 스티커 앨범용으로 구성하기 시작하며, 이는 깜짝 발탁 선수가 앨범에 등장하지 않는 경우가 많다는 것을 의미한다. 이에 대한 주목할 만한 예시는 1994년 FIFA 월드컵 브라질 스쿼드에 발탁된 17세 브라질 공격수 호나우두였다.
파니니의 축구 트레이딩 카드 게임 아드레날린 XL은 2009년에 출시되었다. 2010년 파니니는 UEFA 챔피언스리그 에디션 아드레날린 XL을 출시했는데, 여기에는 챔피언 FC 바르셀로나를 포함한 22개 참가 클럽의 350장 카드가 포함되어 있다. 파니니 FIFA 365 아드레날린 XL의 네 번째 에디션은 2019년에 출시되었으며, 최고 클럽, 팀, 선수들을 특징으로 한다.
2022년, 인도네시아 제조업체 FanGir는 PT 리가 인도네시아 바루와 파트너십을 맺고 최초의 BRI 리가 1 트레이딩 카드 컬렉션을 선보였다.

### 오스트레일리아 룰스 풋볼

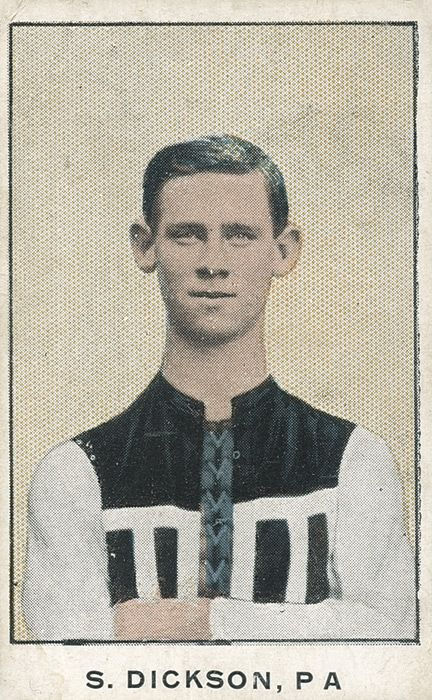
선수 신클레어 딕슨이 그려진 1906년 던지 랄프 스위트 넬 담배 카드.

오스트레일리아 룰스 풋볼 카드는 오스트레일리아 밖에서는 최고 수준의 리그가 존재하지 않으므로 거의 전적으로 오스트레일리아에서만 발견된다. 최초의 오스트레일리아 룰스 풋볼 카드는 1880년대 후반 굿윈 앤 컴퍼니의 올드 저지 담배와 함께 생산되었다. 이 세트에는 빅토리아와 사우스 오스트레일리아 출신의 오스트레일리아 룰스 축구 선수들을 포함한 오스트레일리아 유명인사들이 포함되어 있었다. 초기 축구 카드를 발행한 다른 회사로는 1905년의 W.D. & H.O. Wills와 Sniders & Abrahams (1908년에 경기 장면을, 그리고 1910년대에 축구 선수들의 전신 컬러 초상화를 특징으로 하는 다른 세트들을 출시)가 있었다. 1930년대에는 영국 담배 회사 고드프리 필립스 Co.의 호주 지사가 축구 카드 세트를 출시했다. 같은 시기에 현지 과자 회사인 호들리스(Hoadleys)도 삽화 카드 세트를 출시했다. 또 다른 과자 회사인 클라크-엘리스(Clarke-Ellis)도 자체 카드 세트를 출시했다. 1930년대에 카드 세트를 출시한 다른 회사로는 Pals Periodical, Plaistowe & Co., Carreras (1933년에 밥 미람의 축구 선수 풍자 만화가 포함된 첫 번째 삽화 세트를 포함한 두 가지 삽화 세트), Giant Licorice Cigarettes, MacRobertson's 및 W.D. & H.O. Wills 등이 있었다. 오스트레일리아 룰스 풋볼 카드 중 가장 인기 있는 세트는 종종 1963년 Scanlens 카드 세트로 간주된다. 셀렉트 오스트레일리아는 현재 오스트레일리아 룰스 풋볼 카드를 가장 오랫동안 연속적으로 생산하고 가장 큰 생산 업체이다. 오스트레일리아 룰스 풋볼 카드의 가격은 오스트레일리아의 다른 스포츠 종목에 비해 상대적으로 높을 수 있다. 이는 빈티지 카드와 현대 카드 모두에서 입증되는데, 예를 들어 1894년 아메리칸 토바코 컴퍼니의 에센던 선수 윌 크레빈 카드는 2018년에 10,110달러에 팔렸고, 2004년 셀렉트 AFL 콘퀘스트 트리플 Brownlow Medal리스트 시그니처 카드(Nathan Buckley, Adam Goodes, Mark Ricciuto가 포함)는 2018년에 3,000달러로 평가되었다.

### 야구

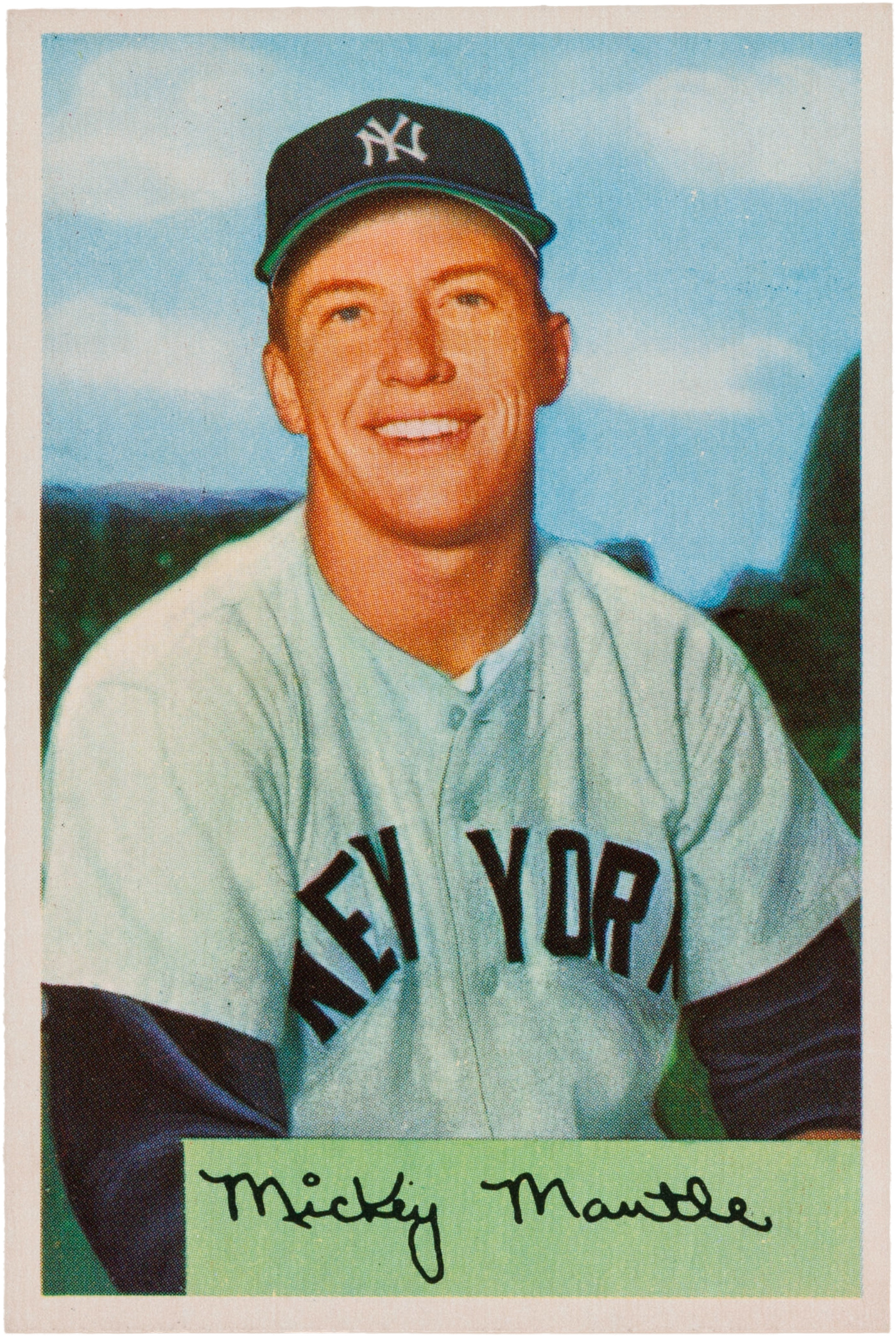
미키 맨틀의 1954년 보먼 껌 카드

야구 카드는 보통 한 명 이상의 야구 선수나 다른 야구 관련 인물을 특징으로 한다. 카드의 앞면은 일반적으로 선수 이름과 소속 팀을 포함한 식별 정보와 함께 선수의 이미지를 표시한다. 대부분의 현대 카드의 뒷면은 통계 및 생체 정보를 표시한다. 카드는 주로 미국에서 발견되지만, 야구가 인기 있는 스포츠이며 프로 리그가 있는 캐나다, 쿠바, 일본과 같은 국가에서도 흔하다.
최초의 야구 카드는 1868년에 생산된 트레이드 카드 형태였다. 이들은 1886년까지 담배 카드로 발전했다. 20세기 초에는 다른 산업들도 자사 제품을 홍보하기 위해 빵/베이커리 카드, 캐러멜 카드, 유제품 카드, 게임 카드, 출판물 카드 등 자체 버전의 야구 카드를 인쇄하기 시작했다. 1930년대에서 1960년대 사이에 카드들은 트레이딩 카드로 발전하여 자체적인 제품이 되었다. 1957년, 탑스는 카드 크기를 2.5인치 x 3.5인치로 약간 변경하여, 미국에서 생산되는 대부분의 스포츠 카드의 기본 형식으로 남아있는 표준을 설정했다.
2005년, 오랜 스포츠 카드 제작사인 플리어는 파산했고 어퍼 덱에 인수되었다. 그 직후 돈러스는 MLB 라이선스를 잃었다. 2009년부터 탑스는 MLB 라이선스 야구 카드를 독점적으로 생산할 권리를 보유하고 있다.

### 농구

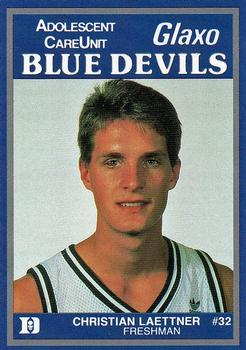
1988-89년 카드에 실린 듀크 대학교 농구 선수 크리스천 레이트너.

농구 카드에는 NBA, NCAA, 올림픽 농구, WNBA, WBL 또는 기타 농구 관련 주제의 한 명 이상의 선수가 등장한다. 최초의 농구 카드는 1910년에 "College Athlete Felts B-33"이라는 시리즈로 생산되었다. 전체 시리즈는 10가지 다른 스포츠를 포함했으며, 농구와 관련된 카드는 30장에 불과했다. 이 카드들은 이집트 담배 회사에서 담배 상환 프리미엄으로 발행되었다. 담배 카드를 받기 위해 필요한 담배 팩의 수는 알려져 있지 않다.
다음 농구 카드 시리즈는 1911년에 두 개의 다른 시리즈로 발행되었다. "T6 College Series"는 약 6인치 x 8인치 크기였고, "T51 College Series"는 약 2인치 x 3인치 크기였다. 이 시리즈들은 다양한 스포츠를 포함했으며, 농구와 관련된 카드는 T6 시리즈에서 1장, T51 시리즈에서 3장으로 총 4장에 불과했다. 두 시리즈 모두 두 가지 변형으로 제작되었는데, 한 변형은 "College Series"라고 읽혔고 다른 변형은 "2nd Series"라고 읽혔다. 이 카드들은 15개의 무라드 담배 쿠폰으로 교환할 수 있었다. 이 제안은 1911년 6월 30일에 만료되었다.
농구 카드는 1932년 C.A. 브릭스 초콜릿(C.A. Briggs Chocolate)이 여러 스포츠를 포함한 31장 카드 세트를 발행할 때까지 다시 나타나지 않았다. 브릭스 초콜릿은 완성된 카드 세트를 교환하면 야구 장비를 제공했다. 세트에 포함된 농구 카드의 수는 알려져 있지 않다.

### 권투

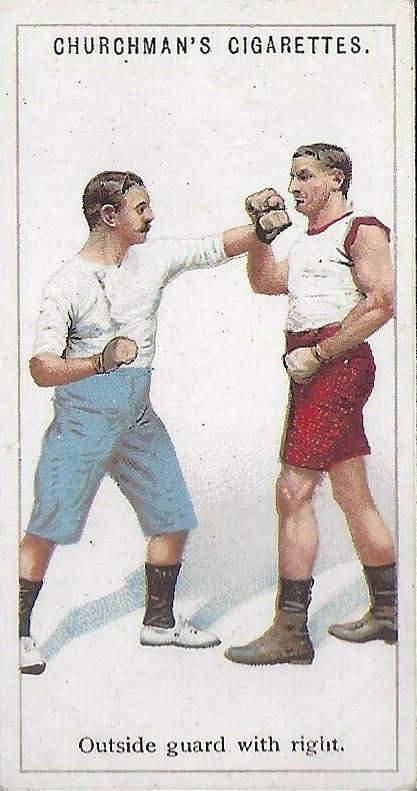
1922년 처치맨 권투 담배 카드

"미국 최고의 권투 카드"와 권투 카드 백과사전 및 체크리스트에 기록된 최초의 권투 카드 중 하나는 1860년대 사진작가 찰스 D. 프레데릭스가 발행한 존 C. 히넌의 카드였다. 최초의 권투 선수 카드 세트는 1886년 굿윈 앤 컴퍼니가 발행했다. 듀크 앤 선즈와 로릴러드 담배 회사를 포함한 다른 회사들도 이 시기에 권투 카드를 발행했다. 미국 회사 앨런 앤 긴터는 "월드 챔피언" 시리즈에서 다른 스포츠맨들 중 여러 권투 카드를 발행했다.
제2차 세계 대전 이후, 리프 (1948), 탑스 (1951), 돈러스와 같은 다른 회사들이 권투 카드 제조를 이어받았다.
최근에는 어퍼 덱이 여러 권투 시리즈를 출시했다.
2023년 3월, 인도네시아 트레이딩 카드 제조업체 FanGir는 인도네시아 권투 전설인 크리스 존과 다우드 요르단을 기념하는 데뷔 컬렉션인 "레거시"를 출시했다. 이 컬렉션에는 크리스 존 오토그래프 카드 1/1 레드 호일이라는 뛰어난 아이템이 포함되어 있다. 특히 이 카드는 경매에서 6,900,000 IDR에 낙찰되어 그 당시 인도네시아 트레이딩 카드 중 가장 가치 있는 카드라는 명성을 얻었다.

### 크리켓

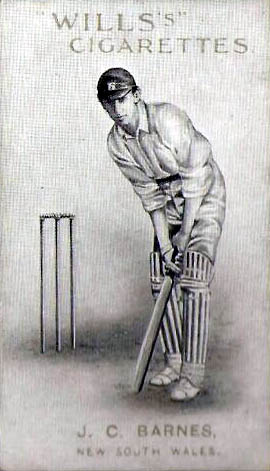
NSW의 J.C. 바네스, 오스트레일리아 크리켓 카드

크리켓 카드는 보통 한 명 이상의 선수 또는 크리켓 관련 주제를 특징으로 한다. 최초의 크리켓 컬렉션 중 하나는 1896년 담배 회사 W.D. & H.O. Wills에서 출시되었다. 크리켓 컬렉션을 출시한 다른 회사로는 1905년 오스트레일리아의 Sniders & Abrahams와 1909~10년 캡스탄 (윌스 브랜드)이 있다. 알렉산더 보그슬라브스키 Ltd.는 1925년에 크리켓을 포함한 삽화 스포츠 컬렉션을 출시하기도 했다.
현대에 크리켓 카드는 푸테라 (1993-98)와 탑스에서 제작되었다.

### 자전거 경기
파니니는 투르 드 프랑스 및 지로 디탈리아와 같이 유럽에서 가장 유명한 자전거 경기들의 컬렉션을 출시했다.

### 그리드론 풋볼
그리드론 풋볼 카드는 일반적으로 종이 또는 카드 재질에 한 명 이상의 미식축구, 캐나디안 풋볼 또는 World League of American Football 선수 또는 기타 관련 스포츠 인물을 특징으로 하는 수집용 트레이딩 카드의 한 종류이다. 이 카드들은 스포츠가 인기 있는 미국과 캐나다에서 가장 흔히 발견된다.
대부분의 풋볼 카드는 내셔널 풋볼 리그 선수들을 특징으로 한다. 또한 캐나디안 풋볼 리그 및 칼리지 풋볼 카드도 있다. 선수 카드는 일반적으로 선수의 통계를 나열한다.

### 골프
골프 카드는 보통 한 명 이상의 골프 선수 또는 골프 관련 테마를 특징으로 한다. 골프 카드는 1901년 오그덴(Ogden)에 의해 처음 소개되었다.

### 경마
경마 카드는 주로 기수 또는 승마 관련 테마를 다룬다.

### 아이스하키

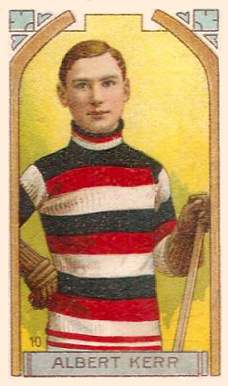
약 1910~11년, 임페리얼 토바코 캐나다의 아이스하키 카드에 오타와 세너터스 선수 앨버트 커가 그려져 있다.

최초의 아이스하키 카드는 1910년부터 1913년까지 담배 패키지에 포함되어 있었다. 제1차 세계 대전 이후에는 1924-25 시즌 동안 챔프스 담배 회사에서 단 한 세트의 담배 카드만이 발행되었다. NHL 선수 Billy Coutu의 전기에는 그 당시 발행된 40장의 카드 중 한 장의 예시가 포함되어 있다.
1920년대 동안, 일부 아이스하키 카드는 폴린즈 캔디, 메이플 크리스페트, 크레센트, 홀랜드 크리메리즈, 라 파트리에와 같은 식품 및 사탕 회사들에 의해 인쇄되었다.
1941년까지 오피치는 아이스하키 카드를 인쇄했지만, 제2차 세계 대전으로 인해 생산을 중단했다. 1939년부터 전쟁에 참여했던 캐나다의 상황을 감안할 때, 1941년 미국의 전쟁 참여가 아이스하키 카드 시장에 영향을 미쳤을 것으로 추정된다.
아이스하키 카드는 1951–52년 시리프 디저트, 요크 피넛 버터, 포스트 시리얼에 의해 발행되면서 다시 나타났다. 토론토의 파크허스트 프로덕츠 컴퍼니는 1951년에 카드를 인쇄하기 시작했으며, 이어서 브루클린의 탑스 츄잉 껌이 1954–1955년에 뒤따랐다. 오피치와 탑스는 1955년이나 1956년에는 카드를 생산하지 않았지만, 1957–58년에 다시 돌아왔다. 시리프는 또한 "하키 코인"을 발행했다.

### 라크로스
라크로스 카드는 일반적으로 한 명 이상의 라크로스 선수 또는 다른 라크로스 관련 테마를 특징으로 한다.

### 넷볼
오스트레일리아에서 Super Netball 대회가 열리면서 Tap'n'Play는 넷볼 트레이딩 카드 시장에 진출하기로 결정했다. 2018년에는 첫 번째 매우 기본적인 버전을 출시했지만, 2019년에는 색상과 서명 카드가 가득한 버전을 출시했다.

### 경주
레이싱 카드는 통계와 그림이 있는 카드 재질로 구성된다. 때로는 자동차를, 때로는 운전자의 얼굴을, 때로는 둘 다 보여준다. 또한 자동차에 대한 후원 회사도 표시한다.
2020년 9월, 탑스가 포뮬러 원의 공식 스티커 및 트레이딩 카드 라이선스 업체가 되는 독점적인 전 세계 계약을 체결했다고 발표되었다.

### 럭비 리그
럭비 리그 카드는 1895년 잉글랜드에서 처음 제작되었다. 처음에는 여러 스포츠 시리즈의 일부로 제작되었다. 1920년대 초반, 최초의 럭비 리그 전용 시리즈가 제작되었는데, 당시 잉글랜드 기반의 럭비 풋볼 리그로 알려진 북부 연맹의 스타 선수들을 특징으로 했다. 곧이어 오스트레일리아, 뉴질랜드, 웨일스에서도 카드가 제작되었다. 럭비 리그 트레이딩 카드는 오스트레일리아에서 인기가 많으며, 1968년부터 매년 세트가 제작되었다. 이 세트들은 주로 시드니 기반의 뉴사우스웨일스 럭비 풋볼 리그 선수들을 특징으로 했으며, 일부 세트는 브리즈번 기반의 퀸즐랜드 럭비 리그 선수들도 특징으로 했다. 1988년 뉴사우스웨일스 럭비 리그는 사실상의 전국 리그로 확장되었고, 카드는 이에 따라 1995년에 "오스트레일리아 럭비 리그" 카드, 1998년에 "내셔널 럭비 리그" 카드로 브랜드화되었다.

### 럭비 유니온
럭비 유니온 카드는 1880년대부터 생산되어 왔다. 그러나 생산은 산발적이었으며, 1940년 이후에는 관심이 제한적이었다.

### 서핑
1993년 푸테라 트레이딩 카드 회사는 첫 서핑 트레이딩 카드 출시작인 Hot Surf를 제작했으며, 1994년과 1995년에도 유사한 출시가 이어졌다. 이들은 호주 시장을 위한 유일한 세 가지 서핑 트레이딩 카드 출시작이다.
어퍼 덱도 연간 굿윈스 챔피언 출시 및 월드 오브 스포츠 시리즈의 일부로 서핑 트레이딩 카드를 제작했다.

### 스모
스모 카드는 한 명 이상의 스모 선수(스모선수) 또는 스모 관련 테마를 특징으로 하는 스포츠 카드이다.

### 테니스

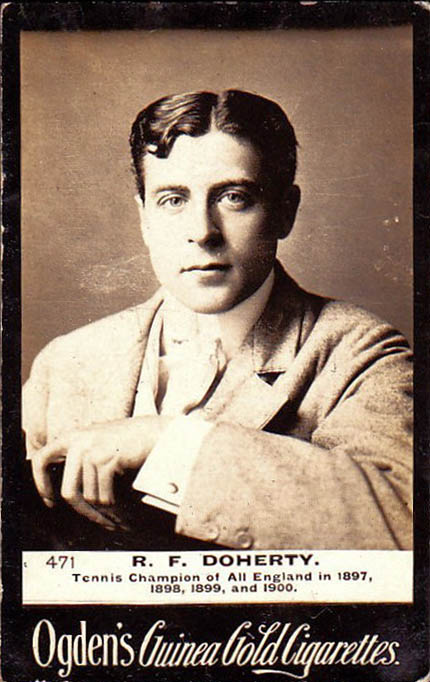
1900년 오그덴 담배 카드에 "윔블던 챔피언" 레지널드 도허티가 그려져 있다.

1900년대 초부터 1980년대까지 여러 회사들이 일반 스포츠 카드 홍보용 출시 또는 독점적인 테니스 카드 출시의 일환으로 테니스 트레이딩 카드를 생산했다. 그 중 하나는 1936년 W.A. & A.C. 처치맨 담배 회사의 스포츠계 주목할 만한 인물 출시작이었다. 그들은 또한 1928년에 독점적인 론 테니스 출시작을 생산하기도 했다.
1983년 로빈슨스 발리 워터(Robinson's Barley Water)는 스포츠 기록 시리즈를 제작했다. 이 카드들은 빌리 진 킹과 같은 그 시대의 많은 테니스 슈퍼스타들을 특징으로 했다.
1986년 파니니 트레이딩 카드는 테니스 트레이딩 카드를 특징으로 하는 슈퍼스포츠 시리즈를 제작했다.
1996년 인트레피드 트레이딩 카드 회사는 호주 시장에서 유일한 테니스 트레이딩 카드 출시작인 "블리츠"를 제작했다.
1990년대와 2000년대 초반, 국제 테니스 트레이딩 카드 시장의 주요 플레이어는 넷프로, 리프, 에이스 어센틱이었다. 어퍼 덱도 연간 굿윈스 챔피언 시리즈의 일부로 테니스 트레이딩 카드를 제작했다.

### 레슬링
레슬링 및 프로 레슬링 카드는 일반적으로 한 명 이상의 레슬러 또는 다른 레슬링 관련 테마를 특징으로 한다.

## 제조사
이 목록은 스포츠 트레이딩 카드를 생산하는 또는 생산했던 회사를 포함한다. 이 목록에는 각 제조업체와 관련된 모든 브랜드 이름이 포함되어 있지 않다.
| 제조사                    | 축구   | 오스트. 풋볼 | 야구   | 농구   | 권투   | 크리켓 | 골프   | 그리드론 풋볼 | 아이스 하키 | 경주   | 럭비   | 테니스 |
| ------------------------- | ------ | ------------ | ------ | ------ | ------ | ------ | ------ | ------------- | ----------- | ------ | ------ | ------ |
| 에이스 어센틱             | 아니요 | 아니요       | 아니요 | 아니요 | 아니요 | 아니요 | 아니요 | 아니요        | 아니요      | 아니요 | 아니요 | 예     |
| 액션 팩트                 | 아니요 | 아니요       | 예     | 예     | 아니요 | 아니요 | 예     | 아니요        | 예          | 예     | 아니요 | 아니요 |
| 앨런 앤 긴터              | 아니요 | 아니요       | 예     | 아니요 | 아니요 | 아니요 | 아니요 | 아니요        | 아니요      | 아니요 | 아니요 | 아니요 |
| Allworld                  | 아니요 | 아니요       | 아니요 | 아니요 | 예     | 아니요 | 예     | 아니요        | 아니요      | 아니요 | 아니요 | 아니요 |
| 아메리칸 토바코 컴퍼니    | 아니요 | 아니요       | 예     | 아니요 | 아니요 | 예     | 아니요 | 아니요        | 아니요      | 아니요 | 아니요 | 예     |
| Best                      | 아니요 | 아니요       | 예     | 아니요 | 아니요 | 아니요 | 아니요 | 아니요        | 아니요      | 아니요 | 아니요 | 아니요 |
| 보먼                      | 아니요 | 아니요       | 예     | 예     | 아니요 | 아니요 | 예     | 예            | 아니요      | 아니요 | 아니요 | 아니요 |
| 처치맨                    | 예     | 아니요       | 아니요 | 아니요 | 예     | 예     | 예     | 아니요        | 아니요      | 아니요 | 예     | 예     |
| Classic Games, Inc.       | 아니요 | 아니요       | 예     | 예     | 아니요 | 아니요 | 예     | 아니요        | 예          | 예     | 아니요 | 예     |
| Collect-A-Card            | 아니요 | 아니요       | 아니요 | 예     | 아니요 | 아니요 | 아니요 | 아니요        | 아니요      | 아니요 | 아니요 | 아니요 |
| Collector's Edge          | 아니요 | 아니요       | 아니요 | 예     | 아니요 | 아니요 | 예     | 예            | 예          | 아니요 | 아니요 | 예     |
| Courtside                 | 아니요 | 아니요       | 아니요 | 예     | 아니요 | 아니요 | 예     | 아니요        | 아니요      | 아니요 | 아니요 | 아니요 |
| 돈러스                    | 아니요 | 아니요       | 예     | 예     | 예     | 아니요 | 예     | 예            | 예          | 예     | 아니요 | 예     |
| Extreme Sports            | 아니요 | 아니요       | 아니요 | 아니요 | 아니요 | 아니요 | 예     | 아니요        | 아니요      | 아니요 | 아니요 | 아니요 |
| FanGir                    | 예     | 아니요       | 아니요 | 예     | 예     | 아니요 | 아니요 | 아니요        | 아니요      | 아니요 | 아니요 | 예     |
| 플리어                    | 아니요 | 아니요       | 예     | 예     | 아니요 | 아니요 | 예     | 예            | 예          | 예     | 아니요 | 아니요 |
| 푸테라                    | 예     | 아니요       | 예     | 예     | 예     | 예     | 예     | 아니요        | 아니요      | 예     | 예     | 아니요 |
| Front Row                 | 아니요 | 아니요       | 예     | 예     | 아니요 | 아니요 | 예     | 아니요        | 아니요      | 아니요 | 아니요 | 아니요 |
| Gallaher                  | 예     | 아니요       | 아니요 | 아니요 | 아니요 | 예     | 아니요 | 아니요        | 아니요      | 아니요 | 아니요 | 아니요 |
| Genuine Article           | 아니요 | 아니요       | 아니요 | 예     | 아니요 | 아니요 | 아니요 | 아니요        | 아니요      | 아니요 | 아니요 | 아니요 |
| 고드프리 필립스           | 예     | 예           | 아니요 | 아니요 | 아니요 | 아니요 | 아니요 | 아니요        | 아니요      | 아니요 | 아니요 | 아니요 |
| 굿윈 앤 컴퍼니            | 아니요 | 예           | 예     | 아니요 | 아니요 | 아니요 | 아니요 | 아니요        | 아니요      | 아니요 | 아니요 | 아니요 |
| 고디 (기업)               | 아니요 | 아니요       | 예     | 아니요 | 아니요 | 아니요 | 아니요 | 아니요        | 아니요      | 아니요 | 아니요 | 아니요 |
| Grand Slam Ventures       | 아니요 | 아니요       | 아니요 | 아니요 | 아니요 | 아니요 | 예     | 아니요        | 아니요      | 아니요 | 아니요 | 아니요 |
| Grandstand                | 아니요 | 아니요       | 예     | 아니요 | 아니요 | 아니요 | 아니요 | 아니요        | 아니요      | 아니요 | 아니요 | 아니요 |
| Hi-Tech                   | 아니요 | 아니요       | 아니요 | 아니요 | 아니요 | 아니요 | 아니요 | 아니요        | 아니요      | 예     | 아니요 | 아니요 |
| JOGO Inc.                 | 아니요 | 아니요       | 아니요 | 아니요 | 아니요 | 아니요 | 예     | 아니요        | 아니요      | 아니요 | 아니요 | 아니요 |
| Just Minors               | 아니요 | 아니요       | 예     | 아니요 | 아니요 | 아니요 | 아니요 | 아니요        | 아니요      | 아니요 | 아니요 | 아니요 |
| Kayo                      | 아니요 | 아니요       | 아니요 | 아니요 | 예     | 아니요 | 아니요 | 아니요        | 아니요      | 아니요 | 아니요 | 아니요 |
| 리프, Inc.                | 아니요 | 아니요       | 예     | 아니요 | 예     | 아니요 | 예     | 아니요        | 아니요      | 아니요 | 아니요 | 아니요 |
| Maxx                      | 아니요 | 아니요       | 아니요 | 아니요 | 아니요 | 아니요 | 아니요 | 아니요        | 아니요      | 예     | 아니요 | 아니요 |
| Multi-Ad                  | 아니요 | 아니요       | 예     | 아니요 | 아니요 | 아니요 | 아니요 | 아니요        | 아니요      | 아니요 | 아니요 | 아니요 |
| National Chicle           | 아니요 | 아니요       | 예     | 아니요 | 아니요 | 아니요 | 아니요 | 아니요        | 아니요      | 아니요 | 아니요 | 아니요 |
| 넷프로                    | 아니요 | 아니요       | 아니요 | 아니요 | 아니요 | 아니요 | 아니요 | 아니요        | 아니요      | 아니요 | 아니요 | 예     |
| 오피치                    | 아니요 | 아니요       | 예     | 아니요 | 아니요 | 아니요 | 예     | 아니요        | 예          | 아니요 | 아니요 | 아니요 |
| 퍼시픽                    | 예     | 아니요       | 예     | 예     | 아니요 | 아니요 | 예     | 아니요        | 예          | 아니요 | 아니요 | 아니요 |
| 파니니 (기업)             | 예     | 아니요       | 예     | 예     | 아니요 | 예     | 예     | 예            | 예          | 예     | 예     | 예     |
| 파크허스트                | 아니요 | 아니요       | 아니요 | 아니요 | 아니요 | 아니요 | 예     | 아니요        | 예          | 아니요 | 아니요 | 아니요 |
| 필라델피아 검             | 아니요 | 아니요       | 예     | 아니요 | 아니요 | 아니요 | 아니요 | 예            | 아니요      | 아니요 | 아니요 | 아니요 |
| 피나클 브랜즈             | 아니요 | 아니요       | 예     | 예     | 아니요 | 아니요 | 예     | 예            | 예          | 예     | 아니요 | 아니요 |
| 프레스 패스, Inc.         | 아니요 | 아니요       | 예     | 예     | 아니요 | 아니요 | 예     | 아니요        | 아니요      | 예     | 아니요 | 아니요 |
| 프로 세트                 | 예     | 아니요       | 아니요 | 예     | 아니요 | 아니요 | 예     | 예            | 예          | 예     | 아니요 | 아니요 |
| ProCards                  | 아니요 | 아니요       | 예     | 아니요 | 아니요 | 아니요 | 아니요 | 아니요        | 예          | 아니요 | 아니요 | 아니요 |
| 레이저 엔터테인먼트       | 아니요 | 아니요       | 예     | 아니요 | 아니요 | 아니요 | 예     | 아니요        | 아니요      | 아니요 | 아니요 | 아니요 |
| Rittenhouse               | 아니요 | 아니요       | 아니요 | 예     | 아니요 | 아니요 | 아니요 | 아니요        | 아니요      | 예     | 아니요 | 아니요 |
| Royal Rookies             | 아니요 | 아니요       | 예     | 아니요 | 아니요 | 아니요 | 예     | 아니요        | 아니요      | 아니요 | 아니요 | 아니요 |
| SA-GE Collectibles, Inc.  | 아니요 | 아니요       | 아니요 | 예     | 아니요 | 아니요 | 예     | 예            | 아니요      | 아니요 | 아니요 | 아니요 |
| Select Australia          | 예     | 예           | 아니요 | 아니요 | 아니요 | 예     | 아니요 | 아니요        | 아니요      | 아니요 | 예     | 아니요 |
| Signature Rookies         | 아니요 | 아니요       | 예     | 예     | 아니요 | 아니요 | 예     | 아니요        | 예          | 아니요 | 아니요 | 아니요 |
| 스카이박스                | 아니요 | 아니요       | 예     | 예     | 아니요 | 아니요 | 예     | 예            | 예          | 아니요 | 아니요 | 아니요 |
| 스나이더스 & 에이브러햄스 | 아니요 | 예           | 아니요 | 아니요 | 아니요 | 예     | 아니요 | 아니요        | 아니요      | 아니요 | 아니요 | 아니요 |
| Stampii                   | 예     | 아니요       | 아니요 | 예     | 아니요 | 아니요 | 예     | 아니요        | 아니요      | 예     | 아니요 | 아니요 |
| Star Co.                  | 아니요 | 아니요       | 예     | 예     | 아니요 | 아니요 | 아니요 | 아니요        | 아니요      | 아니요 | 아니요 | 아니요 |
| Star Pics                 | 아니요 | 아니요       | 아니요 | 예     | 아니요 | 아니요 | 예     | 아니요        | 예          | 아니요 | 아니요 | 아니요 |
| Superior Pix              | 아니요 | 아니요       | 아니요 | 예     | 아니요 | 아니요 | 예     | 아니요        | 아니요      | 아니요 | 아니요 | 아니요 |
| Superior Rookies          | 아니요 | 아니요       | 아니요 | 아니요 | 아니요 | 아니요 | 예     | 아니요        | 아니요      | 아니요 | 아니요 | 아니요 |
| 탑스                      | 예     | 아니요       | 예     | 예     | 예     | 예     | 예     | 예            | 예          | 예     | 아니요 | 예     |
| Traks                     | 아니요 | 아니요       | 아니요 | 아니요 | 아니요 | 아니요 | 아니요 | 아니요        | 아니요      | 예     | 아니요 | 아니요 |
| 트라이스타                | 아니요 | 아니요       | 예     | 아니요 | 아니요 | 아니요 | 아니요 | 아니요        | 아니요      | 아니요 | 아니요 | 아니요 |
| 어퍼 덱                   | 예     | 아니요       | 예     | 예     | 예     | 아니요 | 예     | 예            | 예          | 예     | 아니요 | 예     |
| USA Baseball              | 아니요 | 아니요       | 예     | 아니요 | 아니요 | 아니요 | 아니요 | 아니요        | 아니요      | 아니요 | 아니요 | 아니요 |
| Wild Card                 | 아니요 | 아니요       | 아니요 | 예     | 아니요 | 아니요 | 예     | 아니요        | 아니요      | 아니요 | 아니요 | 아니요 |
| 위저즈 오브 더 코스트     | 예     | 아니요       | 예     | 예     | 아니요 | 아니요 | 아니요 | 예            | 아니요      | 아니요 | 아니요 | 아니요 |
| 윌스                      | 예     | 예           | 아니요 | 아니요 | 아니요 | 예     | 아니요 | 아니요        | 아니요      | 아니요 | 예     | 아니요 |
| 원더 브레드               | 아니요 | 아니요       | 예     | 아니요 | 아니요 | 아니요 | 예     | 예            | 예          | 아니요 | 아니요 | 아니요 |

내용주
1. ↑  대부분의 경우, ATC는 여러 담배 브랜드를 통해 카드를 판매했다. 다른 경우에는 다양한 스포츠를 포함하는 컬렉션에 비야구 카드가 등장했다.
2. ↑  1939년부터 1941년까지 Gum, Inc.에서 제조. 1948년부터 1955년까지 보먼 껌에서 제조. 플레이 볼(Play Ball) 브랜드로 제조된 트레이딩 카드를 포함. 탑스는 1956년에 회사를 인수.[89][90][91][92][93]
3. ↑  Classic Games, Inc., Classic/Scoreboard, Score Board 브랜드로 제조된 트레이딩 카드를 포함.[94][95][96]
4. ↑  돈러스(Donruss)와 돈러스/플레이오프(Donruss/Playoff) 브랜드로 제조된 트레이딩 카드를 포함.[100][101]
5. ↑  1959년부터 2005년까지 트레이딩 카드를 제조했으며, 1964년, 1965년, 1967년은 제외. 어퍼 덱이 2005년에 브랜드를 인수.[103]
6. ↑  1948년부터 1960년까지 트레이딩 카드를 제조.[112]
7. ↑  1984년부터 2005년까지 트레이딩 카드를 제조. 돈러스/플레이오프가 2005년에 브랜드를 인수.[118]
8. ↑  Sportflics와 Pinnacle/Score 브랜드로 제조된 트레이딩 카드를 포함.[121][122]
9. ↑  1990년부터 1995년까지 트레이딩 카드를 제조. 플리어는 1995년에 스카이박스를 인수.[132]
10. ↑  2009년에 설립된 스페인 회사로, 디지털 카드만을 출시했다.[25][26]

## 논스포츠 카드
논스포츠 트레이딩 카드는 만화, 영화, 음악, 텔레비전 등 스포츠 이외의 주제를 다룬다. Supersisters는 1979년 Supersisters, Inc.에서 미국에 제작 및 배포한 72장의 트레이딩 카드 세트로, 정치, 미디어 및 엔터테인먼트, 문화 및 기타 성과 분야의 유명 여성들을 특징으로 했다. 이 카드들은 당시 미국 어린이들 사이에서 인기 있었던 대부분 남성을 특징으로 하는 트레이딩 카드에 대한 반응으로 고안되었다.
다음 목록에는 스포츠 카드 외에 논스포츠 카드도 생산하는/했던 회사들이 포함되어 있다.
논스포츠 카드만 독점적으로 생산하는 회사는 논스포츠 제조사를 참조한다.
| 제조사          | 만화책 | 역사적 사건 | 유머   | 상품/ 장난감 | 음악   | 영화/ 텔레비전 | 자연/ 동물 |
| --------------- | ------ | ----------- | ------ | ------------ | ------ | -------------- | ---------- |
| 앨런 앤 긴터    | 아니요 | 예          | 아니요 | 아니요       | 예     | 아니요         | 예         |
| 처치맨          | 아니요 | 예          | 아니요 | 아니요       | 예     | 아니요         | 예         |
| 돈러스          | 아니요 | 예          | 아니요 | 아니요       | 예     | 예             | 아니요     |
| 플리어          | 예     | 아니요      | 예     | 아니요       | 아니요 | 예             | 예         |
| 푸테라          | 아니요 | 아니요      | 아니요 | 예           | 아니요 | 예             | 아니요     |
| 고드프리 필립스 | 아니요 | 예          | 아니요 | 아니요       | 아니요 | 아니요         | 예         |
| 리프            | 아니요 | 아니요      | 아니요 | 아니요       | 예     | 예             | 아니요     |
| 오피치          | 아니요 | 아니요      | 아니요 | 아니요       | 예     | 예             | 아니요     |
| 파니니          | 예     | 아니요      | 아니요 | 예           | 예     | 예             | 예         |
| 필라델피아 검   | 아니요 | 예          | 아니요 | 아니요       | 아니요 | 예             | 아니요     |
| 프로 세트       | 아니요 | 예          | 아니요 | 아니요       | 예     | 예             | 예         |
| 탑스            | 예     | 예          | 예     | 아니요       | 예     | 예             | 예         |
| 스카이박스      | 예     | 아니요      | 아니요 | 아니요       | 아니요 | 아니요         | 예         |
| 어퍼 덱         | 예     | 아니요      | 예     | 아니요       | 예     | 예             | 아니요     |
| 윌스            | 아니요 | 예          | 아니요 | 아니요       | 예     | 아니요         | 예         |
| 원더 브레드     | 아니요 | 아니요      | 아니요 | 아니요       | 예     | 아니요         | 아니요     |

## 위조품
위조 카드는 실제 카드를 모방하여 카드 시장에 판매되는 경우가 많다. 1995년 11월, 캐나다 경찰은 온타리오주 윈저 지역에서 위조범들을 적발했다. 경찰은 필름 플레이트를 포함하여 40,000장의 위조 매직: 더 개더링 카드를 압수했다.

## 같이 보기
- 엽서